# Huaxiaosaurus
Huaxiaosaurus is een geslacht van plantenetende ornithischische dinosauriërs, behorend tot de groep van de Euornithopoda, dat tijdens het late Krijt leefde in het gebied van het huidige China. De enige benoemde soort is Huaxiaosaurus aigahtens.

## Vondst en naamgeving
Vanaf maart 2008 werden bij Zhucheng in de provincie Shandong opgravingen verricht in een nieuwe groeve bij een vindplaats die eerder de reusachtige hadrosauride Shantungosaurus had opgeleverd. Naast fossielen van vele andere diersoorten werd ook een enorm skelet van een hadrosauride gevonden, verspreid over twintig vierkante meter.
Nadat men tot de conclusie gekomen was dat het hier een nieuwe soort betreft, verschillend van Shantungosaurus en Zhuchengosaurus, werd in 2011 door Zhao Xijin, Wang Kebai en Li Dunjing de typesoort Huaxiaosaurus aigahtens benoemd en beschreven. De geslachtsnaam is afgeleid van Huaxia, een oude naam voor China. De soortaanduiding wordt als 巨大 geschreven in het Chinees, jù dà, "gigantisch"; aigahtens is een corruptie van het Latijnse giganteus. Huaxiaosaurus dient niet verward te worden met "Huaxiasaurus", een nomen nudum voor een soort die later geldig benoemd is als Huaxiagnathus.
Het fossiel bestaat uit een vrij compleet skelet met schedel. Het is gevonden in een laag van de Xingezhuangformatie die dateert uit het Campanien. Bewaard zijn gebleven: een hersenpan, het linkerbovenkaaksbeen, het middenstuk van de onderkaken, een groot deel van de wervelkolom, de schoudergordel, de voorpoten, het bekken en de achterpoten.

## Beschrijving
Huaxiaosaurus is een gigantische hadrosauride, de grootste die ooit ontdekt is en waarvan de lengte op 18,7 meter geschat is. Er is een skeletreconstructie opgesteld met een hoogte van 11,3 meter, waarbij echter het lichaam in een niet-realistische opgerichte stand gebracht werd.
Huaxiaosaurus onderscheidt zich van Zhuchengosaurus door het bezit van tien in plaats van negen sacrale wervels en van Shantungosaurus door een groeve in de lengterichting op de onderzijde van de sacrale wervels. Andere onderzoekers hadden echter al gesteld dat de groeve, die Zhuchengosaurus ook toont, niet voldoende was om die laatste soort van Shantungosaurus te onderscheiden. Het vergroeien van extra wervels in het heiligbeen is daarbij een gebruikelijk effect van rijping. Het kan dus zijn dat alle drie de taxa samenvallen onder de naam Shantungosaurus en dat Huaxiasaurus slechts een groot oud individu van die soort vertegenwoordigt.
De schedel is zeer langwerpig, smal en plat. De onderkaken zijn hoog. De tanden staan in hoge tandbatterijen. De wervelkolom telt zestien halswervels, eenentwintig ruggenwervels, tien sacrale wervels en eenentachtig staartwervels. De halswervels hebben vrij korte doornuitsteeksels; deze spinae zijn echter vrij lang op de staartbasis. De voorpoten zijn relatief klein met vier dragende vingers maar bereiken in absolute zin toch een lengte van twee meter. Het opperarmbeen, 92/98 centimeter lang, is robuust en moet zwaar gespierd zijn geweest. De achterpoten zijn zeer robuust. Het dijbeen is 170/172 centimeter lang. Het scheenbeen is korter met 147/145 centimeter.

## Fylogenie
Huaxiaosaurus is formeel in de Hadrosauridae geplaatst. Shantungosaurus en Zhuchengosaurus zijn eerder meer bepaaldelijk als Hadrosaurinae beschreven en ook Huaxiaosaurus is als een hadrosaurine gezien.